# ゲッセンハイム
ゲッセンハイム (ドイツ語: Gössenheim) は、ドイツ連邦共和国バイエルン州ウンターフランケン行政管区のマイン＝シュペッサルト郡に属す町村（以下、本項では便宜上「町」と記述する）である。

## 地理
ゲッセンハイムは、ヴュルツブルクの北西約 30 km の、ヴェルン川沿いに位置している。

### 自治体の構成
自治体ゲッセンハイムは、以下の2つのオルツタイル（行政上の地区）で構成されている。
- ゲッセンハイム
- ザクセンハイム

## 地名

### 語源
ゲッセンハイムという地名は、人物名 Gozwin と古高ドイツ語の単語 heim からなる。

### 古い表記
この町は、様々な古地図や史料に以下のような表記で記されている。
| - 779年 Gozensheim - 907年 Gozzinesheim - 1133年 Gozzenesheim - 1144年 Gozzelesheim - 1167年 Gozelesheim - 1245年 Gozinsheim | - 1317年 Gozzensheim - 1383年 Goessensheim - 1404年 Gössenheim - 1613年 Gößenheim - 1831年 Gössenheim |

## 歴史

### 自治体の成立まで
マインおよびヴェルン地域は、早くも7世紀初めにはメロヴィング朝に征服されており、フランク人の集落が数多く造られた。ヴェルンタールではアレマン人、テューリンゲン人、ヴァルニッシュ、フランク人が混在していた。
集落名ゲッセンハイムは、779年に歴史上初めて記録された。貴族の未亡人ハダブルフは、ゲッセンハイム集落を全ての家屋および農奴とともに、現在のルクセンブルクにあるエヒテルナハ修道院に寄進した。カール大帝の時代にはすでにゲッセンハイムは王領となっており、重要な集落になっていた。
ホムブルク城（元々は「ホーエンベルク」）は、早ければ12世紀半ばに石造りで建設された可能性がある。この城は遺産相続により1381年にビッケンバッハ家が引き継いだ。1469年にホムブルクがある村と周辺の集落がヴュルツブルク司教領に売却され、1500年からフランケン帝国クライスの一部となった。
バイエルンの行政改革に伴う1818年の自治体令により、現在の自治体が成立した。

### 19世紀から21世紀
ゲッセンハイムは1870年頃まで防衛施設を有する村であり続けた。村の中心部は現在でも一部が環状壁で囲まれており、東、北、西側に護りを固めている。ゲッセンハイムは現在、連邦道 B27号線のカールシュタットとハンメルブルクとの間に位置しており、ヴュルツブルク地方の下級中心都市ゲミュンデンの近隣地域に属している。
ゲッセンハイムの象徴的建造物が頑丈なホムブルク城跡である。この城は、1946年から毎年聖霊降臨の月曜日に開催されているホムブルク歌謡祭で広く知られている。この歌謡祭には遠近から多くの観客が訪れる。新しいブドウ畑で収穫されたブドウで造られるワインも、この城跡にちなんで「ゲッセンハイマー・ホムブルク」と名付けられている。

### 町村合併
1972年7月1日に、それまで独立した町村であったザクセンハイムが合併した。

## 住民

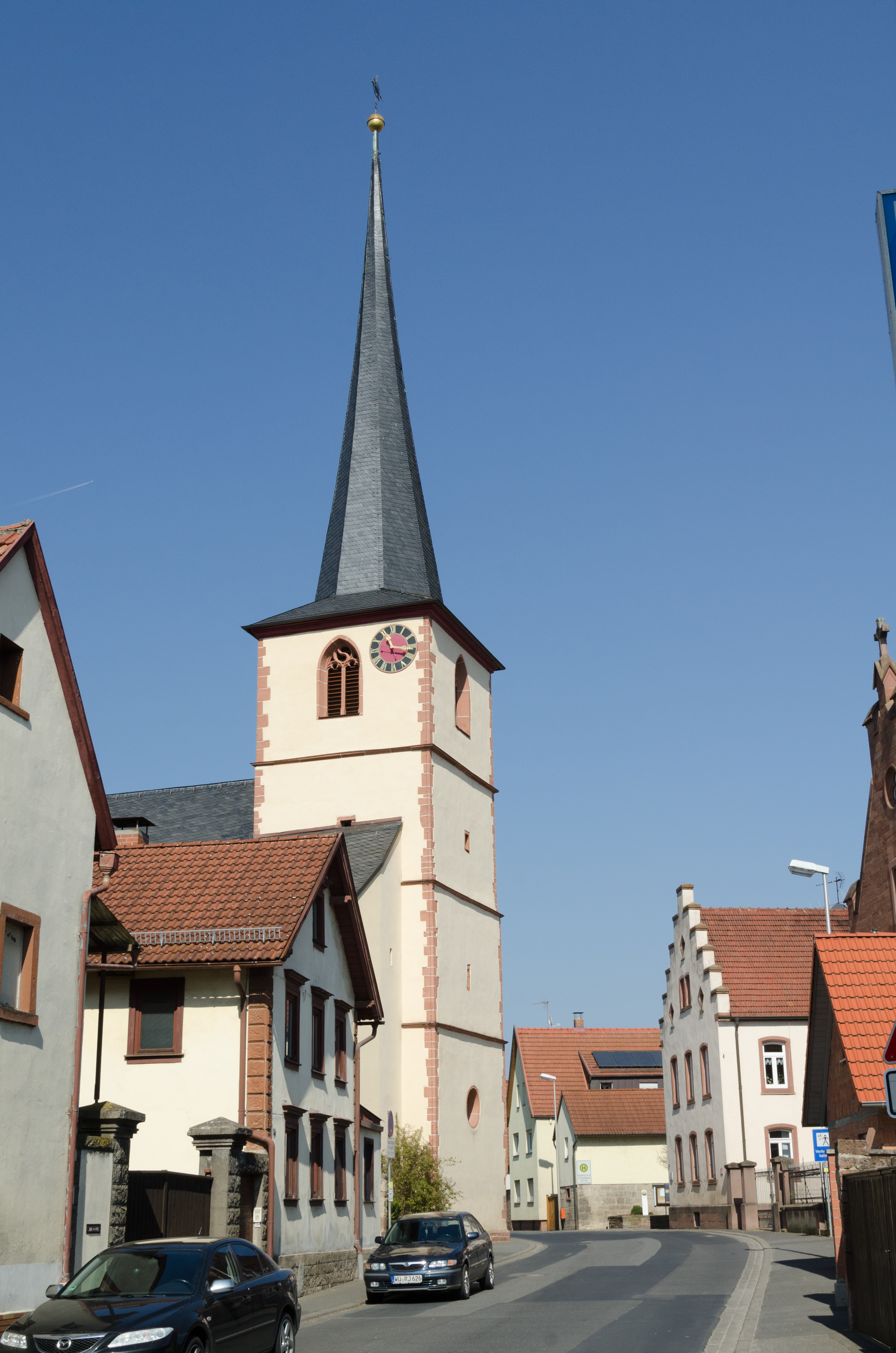
ゲッセンハイムの聖ラーデグンディス教会

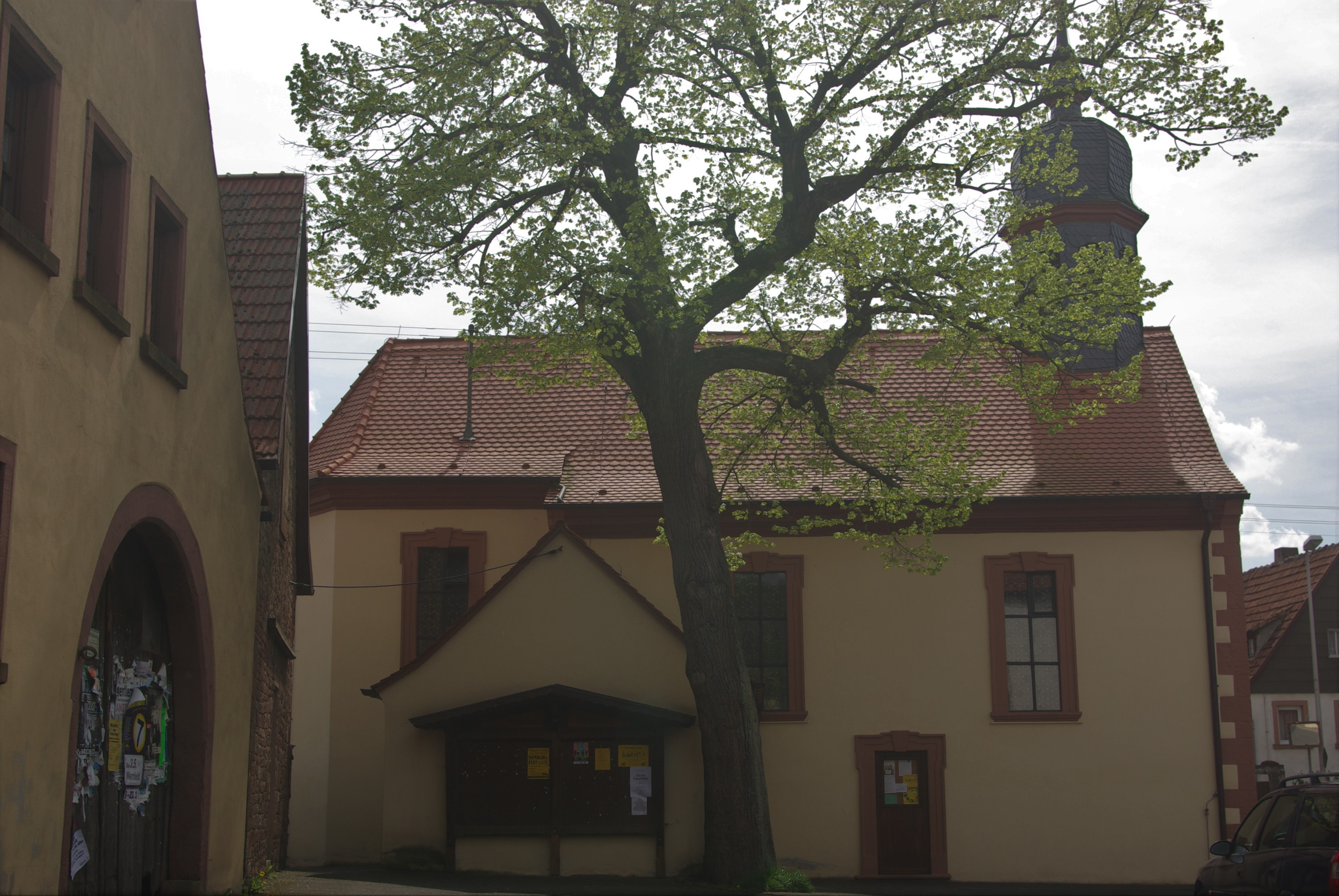
ザクセンハイムの聖フーベルトゥス教会

### 宗教
行政上の自治体ゲッセンハイムは、ヴュルツブルク司教区のゲッセンハイム聖ラーデグンディス教会区と同じ領域である。ゴシック様式の塔と1960年に建造された近代的な長堂を持つゲッセンハイムの教会堂の他に、ザクセンハイムにはバロック様式の聖フーベルトゥス支教会がある。

### 人口推移
1988年から2018年までの間にこの町の人口は1,174人から1,140人へ34人、約 2.9 % 減少した。
- 1961年: 1054 人
- 1970年: 1070 人
- 1987年: 1167 人
- 1991年: 1228 人
- 1995年: 1243 人
- 2000年: 1272 人
- 2005年: 1300 人
- 2010年: 1254 人
- 2015年: 1179 人

## 行政
この町はゲミュンデン・アム・マイン行政共同体に加盟している。

### 議会
ゲッセンハイムの町議会は12議席からなる。

### 首長
- 1987年 - 2002年: マンフレート・マーロルト (CSU/Freie Wählergemeinschaft)
- 2002年 - 2008年: ヨハン・ポップ (CSU)
- 2008年 - 2018年: テオ・ゲルトナー (Unabhängige Gössenheimer Bürger)
- 2018年10月17日 - : クラウス・シェーファー (CSU/UGB)[6]

### 紋章
図柄: 基部は青色。主部は銀地と赤地に上下二分割。上部は3つの赤い菱形図形が接して並ぶ。下部は3つの鋭い銀の三角図形が並んで配されている。
この紋章は1954年から使われている。

### 税収と負債
2018年のこの町の税収は131万3千ユーロで、このうち産業税が47万7千ユーロ、所得税が63万9千ユーロであった。2018年の負債額は合計15万6千ユーロで、住民一人あたり169ユーロに相当する。

## 経済と社会資本

### 経済構造
2011年の公式統計によれば、製造業で229人、商業および交通業で19人の社会保険支払い義務のある就労者が働いていた。この町に住む社会保険支払い義務のある就労者の数は合計499人であった。また、2016年には5軒の農家があり、農業用地の面積は 240 ha、このうち 204 ha が耕作地、33 ha が放牧地などの緑地である。

### 交通
この町を連邦道 B27号線が通っている。さらに、ほぼ専ら貨物列車が頻繁に運行しているヴェルンタール鉄道がゲッセンハイムを通っている。

### セントラルヒーティング
2014年にゲッセンハイムの町域を広く覆うセントラルヒーティングの建設工事が始まった。ナーヴェルメ・ゲッセンハイム eG により 8 km を超える鋼管がまず公用地に設置された。2015年9月に、アム・エネルギーパルク1番地の熱センターから熱が家屋に供給され始めた。2016年に約 9 km のセントラルヒーティング網の最終拡張工事が行われた。

### 教育
この町は以下の教育期間が存在する。
- 幼稚園: 2019年現在、定員103人に対して園児は76人[12]
- 基礎課程学校: 2018/19年の学期現在、教員6人、生徒数98人[13]